# Monument al foguerer
El monument al foguerer és un conjunt escultòric urbà localitzat a la plaça d'Espanya de la ciutat d'Alacant (País Valencià) dedicat a la figura del foguerer.
Va ser realitzat per l'escultor José Gutiérrez Carbonell en 1982 en formigó, pedra i marbre i inclou les figures d'un home, una dona i un xiquet, totes elles realitzades en bronze. El monument mostra una inscripció que fa referència a la seua dedicació. Les seues dimensions són de 6,50 x 2,70 x 3,40 m.